# Восстания зинджей
Восстания зинджей (араб. ثورة الزنج‎) — серия восстаний чёрных рабов (зинджей) на территории Южной Месопотамии в Аббасидском халифате во второй половине IX века.

## События восстания
Рабство было распространённым явлением в Халифате, однако большинство рабов было занято в домашнем хозяйстве и обслуживании, и потому было разъединено. В классической форме рабский труд применялся лишь в низовьях Тигра и Евфрата — здесь большие группы рабов (в основном негров из Восточной Африки — зинджей), живших в казарменных условиях, занимались расчисткой солончаков.
В сентябре 869 года в районе Басры вспыхнуло восстание. Вождь повстанцев Али ибн Мухаммад (который не был ни рабом, ни чернокожим) выдал себя за потомка Али и объявил себя «махди» (имамом-мессией). Он обещал рабам свободу, богатство и собственных рабов. Это дало ему тысячи горячих, готовых на всё приверженцев. В течение следующих четырнадцати лет зинджи смогли бороться с превосходящими силами правительства Аббасидов, ведя партизанскую войну. По мере того, как восстание набирало силу, они также строили крепости, создавали корабли для пересечения каналов и рек, собирали налоги на территориях, находящихся под их контролем, и чеканили собственные монеты.
Басра пала в сентябре 871 года после продолжительной блокады, в результате которой город был сожжён. Ответная кампания, предпринятая в 872 году регентом халифа Абу Ахмадом ибн аль-Мутаваккилем (известным по своему почётному титулу аль-Муваффак) против мятежников, закончилась неудачей, и зинджи продолжали наступление в течение следующих нескольких лет. Кампания мятежников по занятию месопотамских болот (Эль-Ахвар) между Басрой и Васитом в 876 году оказалась успешной, и вскоре они пробились в район Кашкар. К 876—878 годам в руках повстанцев оказался весь Южный Ирак. Халифат, занятый борьбой с Якубом ас-Саффаром, не мог в то время заняться подавлением восстания.
Лишь после победы в Южном Иране халиф, вернувшись с армией в Месопотамию, смог разбить повстанцев в конце 879 года, когда аль-Муваффак послал своего сына Абу аль-Аббаса (будущего халифа аль-Мутадида) с крупными силами против повстанцев. Сам аль-Муваффак присоединился к наступлению в следующем году, и в течение следующих нескольких месяцев правительственным войскам отбросить противников обратно к их «столице» аль-Мухтаре, к югу от Басры.
Аль-Мухтара была осаждена в феврале 881 года, и в течение следующих двух с половиной лет политика аль-Муваффака, предлагавшего щедрые условия любому, кто добровольно сдавался, убедила многих мятежников отказаться от борьбы. Падение аль-Мухтары в августе 883 года, в сочетании с гибелью или пленением Али ибн Мухаммеда и большинства его командиров, положило конец восстанию.
Число людей, убитых в конфликте, трудно оценить; средневековые авторы приводят очень разные цифры, которые современные историки считают грубым преувеличением. Аль-Масуди сообщил об «умеренной» оценке в 500 000 жертв — хотя он добавил пояснение, что это «пустая догадка — строгий подсчет [числа убитых] невозможен» — и отдельно отметил, что в битве при Басре было убито 300 000 человек. Ас-Сули привёл показатель в 1,5 миллиона погибших, а Ибн ат-Тиктака — вообще в 2,5 миллиона. «История пророков и царей» ат-Табари не содержит исчерпывающих цифр, но часто отмечает количество убитых или раненых в отдельных сражениях — от сотен до тысяч.